# به اصطبل بیا
به اصطبل بیا (به انگلیسی: Come to the Stable) فیلمی به کارگردانی هنری کاستر است.